# The Baker Street Boys
The Baker Street Boys est une série télévisée britannique en huit épisodes de 25 minutes, inspirée de l'œuvre d'Arthur Conan Doyle et diffusée du 8 mars au 1er avril 1983 sur la BBC.
En France, elle a été diffusée à partir du 24 décembre 1984 sur FR3, sous le titre « Les Gamins de Baker Street ». Elle reste inédite dans les autres pays francophones.

## Fiche technique
- Titre original : The Baker Street Boys
- Réalisation : Michael Kerrigan, Marilyn Fox
- Scénario : Richard Carpenter, Anthony Read
- Musique : David Epps, Alan Roper
- Production : Paul Stone, Anthony Gruner
- Société de production : BBC
- Société de distribution : BBC
- Pays d'origine :  Royaume-Uni
- Langue : anglais
- Format : Couleur - 1,33:1 - Mono
- Genre : policier
- Date de sortie : 
  - Royaume-Uni : 8 mars 1983

## Distribution
- Jay Simpson : Wiggins
- Damion Napier : « Beaver »
- Adam Woodyatt (en) : « Shiner »
- David Garlick : « Sparrow »
- Debbie Norris : « Queenie »
- Suzi Ross : Rosie
- Hubert Rees (en) : Docteur Watson
- Roger Ostime : Sherlock Holmes
- Stanley Lebor (en) : Inspecteur Lestrade
- Iain Ormsby-Knox : Hopkins
- Lee Chappell : Stanley
- Roger Avon (en) : Bert
- Pat Keen (en) : Mrs Hudson

## Épisodes
1. The Adventure of the Disappearing Dispatch Case (première partie) - 8 mars 1983
2. The Adventure of the Disappearing Dispatch Case (seconde partie) - 11 mars 1983
3. The Ghost of Julian Midwinter (première partie) - 15 mars 1983
4. The Ghost of Julian Midwinter (seconde partie) - 18 mars 1983
5. The Adventure of the Winged Scarab (première partie) - 22 mars 1983
6. The Adventure of the Winged Scarab (seconde partie) - 25 mars 1983
7. The Case of the Captive Clairvoyant (première partie) - 29 mars 1983
8. The Case of the Captive Clairvoyant (seconde partie) - 4 avril 1983